# Dassault Mirage 4000
Dassault Mirage 4000 – prototypowy myśliwiec francuski opracowany przez Dassault Aviation jako powiększona dwusilnikowa wersja samolotu Mirage 2000.

## Historia rozwoju

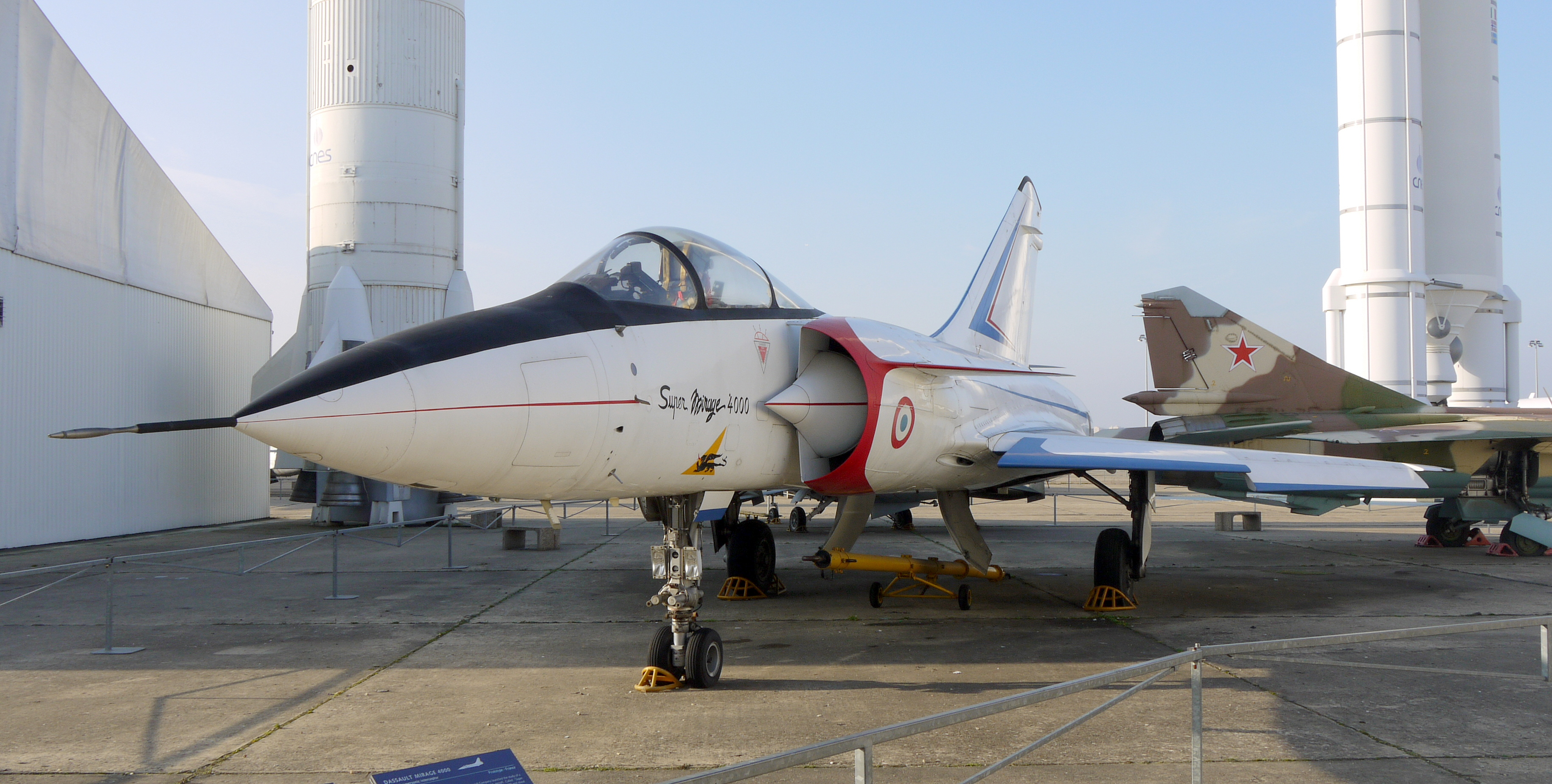
Mirage 4000

We wrześniu 1975 roku firma Dassault rozpoczęła projektowanie powiększonej wersji samolotu Mirage 2000. Prace były finansowane przez Arabię Saudyjską. Początkowo projekt był oznaczony jako Super Mirage Delta, ale później zmieniono nazwę na Super Mirage 4000. Przeznaczeniem nowej maszyny miało być przechwytywanie celów powietrznych, oraz przenikanie na terytorium wroga na bardzo niskich pułapach. Prototyp został oblatany 9 marca 1979 roku w bazie w Istres osiągając w pierwszym locie prędkość 1,2 Ma, w kolejnym 1,6 Ma, a 11 kwietnia prędkość maksymalną 2,04 Macha. Maszyna była o 74% cięższa niż Mirage 2000 i docelowo planowano, że będzie w stanie przenosić 8 ton uzbrojenia na 11 węzłach. Zbiornik dodatkowy miał zapewnić maszynie zasięg około 2000 km. Początkowo maszyna była napędzana silnikami SNECMA M53-2, ale w 1981 zmieniono je na nowocześniejsze SNECMA M53-5. Uzbrojenie strzeleckie tak jak we wszystkich maszynach serii Mirage stanowiły dwa działka DEFA kalibru 30 mm zainstalowane po obu stronach kadłuba w osłonach wlotu powietrza.
Po raz pierwszy Mirage 4000 został zaprezentowany publicznie podczas pokazów lotniczych w Farnborough.

## Konstrukcja samolotu Mirage 4000
Mirage 4000 został zbudowany w konfiguracji bezogonowej ze skrzydłami typu delta, a sterowanie maszyną odbywa się przy pomocy komputerowego układy fly by wire. Samolot został zaprojektowany w taki sposób, aby mógł być w łatwy sposób obsługiwany w warunkach lotnisk polowych. Kadłub i skrzydła wykonano w dużym stopniu z materiałów kompozytowych zwłaszcza włókien węglowych. Dzięki takiej konstrukcji zbiorniki paliwa zostały oprócz kadłuba i skrzydeł umieszczone również w stateczniku pionowym, co wydłużyło długotrwałość lotu maszyny o 3 godziny w stosunku do Mirage’a 2000. Na wlotach powietrza zainstalowano dwa duże hamulce aerodynamiczne. W założeniach Mirage 4000 miał być odpowiednikiem amerykańskiego myśliwca F-15 Eagle i radzieckiego Su-27 i posiadał zbliżone do nich wymiary zewnętrzne.
Większość urządzeń awionicznych pochodziła z samolotu Mirage 2000, ale zastosowano również wiele nowocześniejszych systemów takich jak szklany kokpit, komputer pokładowy, automatyczny pilot, oraz pomocniczy zespół napędowy APU w postaci turbiny gazowej Turboméca Palouste, umożliwiający wystartowanie głównych silników maszyny bez pomocy zewnętrznych urządzeń rozruchowych.

## Dalsze losy samolotu Mirage 4000

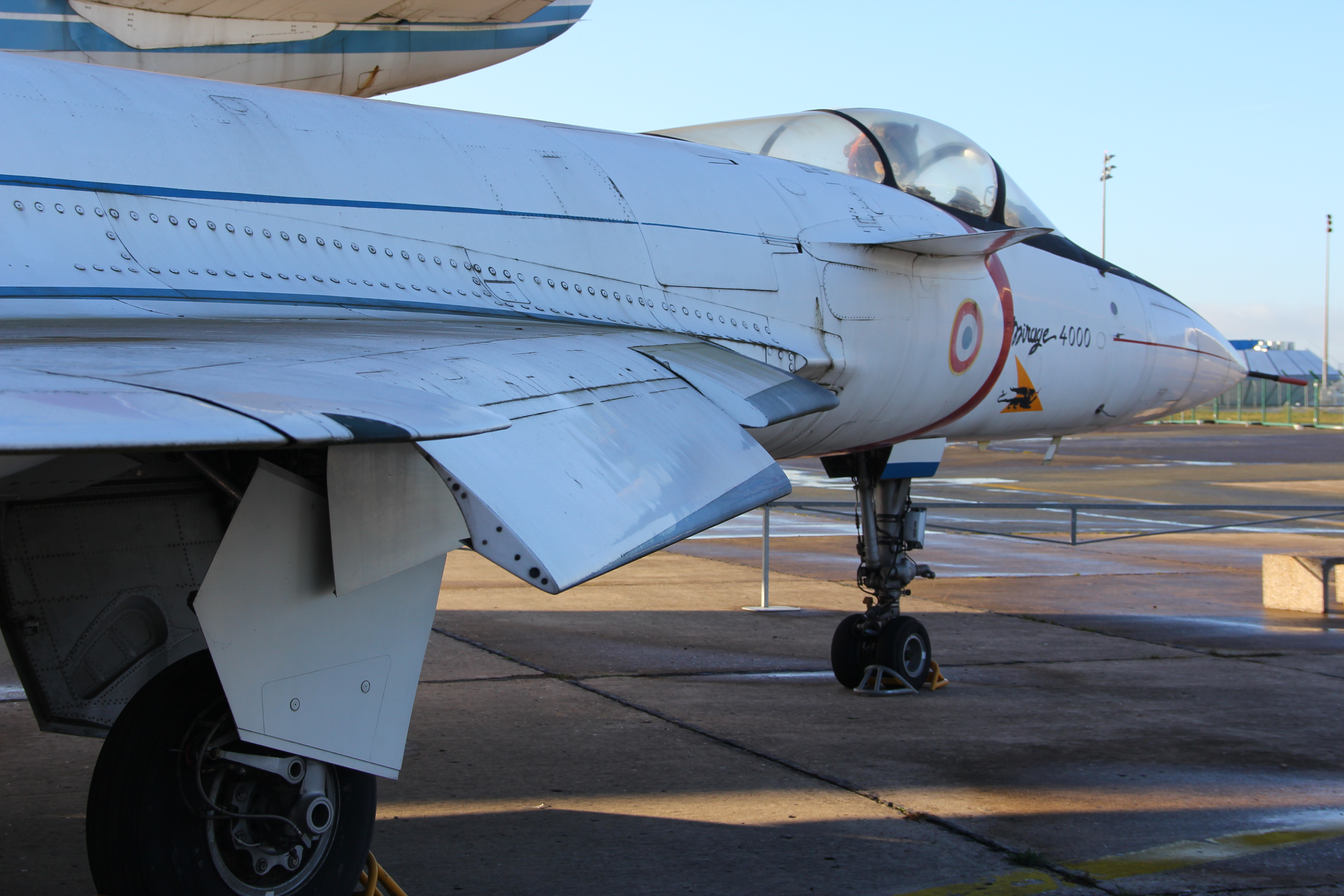
Mirage 4000

Projekt był finansowany przez Arabię Saudyjską i po 1980 roku planowano wprowadzić na uzbrojenie tego kraju 50 egzemplarzy Mirage 4000, które miały zastąpić starsze myśliwce Lightning. Zainteresowanie wariantem uderzeniowym jako następcą bombowców Mirage IV przejawiały również rodzime siły powietrzne, ale ze względu na wysokie koszty w porównaniu do Mirage 2000 nie doszło do realizacji zamówienia. Od 1986 roku Mirage 4000 pełnił rolę platformy testowej dla nowego francuskiego samolotu wielozadaniowego Rafale. W 1987 roku maszyna została pokazana publicznie na salonie lotniczym w Paryżu, a w 1995 trafiła do Muzeum Lotnictwa i Astronautyki Le Bourget (Musée de l’Air et de l’Espace).
Pod koniec 2005 roku Siły Powietrzne Indii wykazały pewne zainteresowanie Miragem 4000, jako myśliwcem przewagi powietrznej. Obecnie Indie używają rosyjskich maszyn MiG-29 i Su-30 i zainteresowanie samolotem francuskim nie wynikło z jego lepszych parametrów, ale z chęci znalezienia alternatywnego dostawcy samolotów na wypadek trudności w dostawach części zamiennych z Rosji.